# Manta Fútbol Club
Maillots
Actualités
Le Manta Fútbol Club est un club équatorien de football basé à Manta.

## Historique
- 1998 : Fondation du club
- 2008 : Montée en Série A

## Palmarès
- Championnat d'Équateur de deuxième division
  - Champion : 2008